# Eomanis
Eomanis waldi és una espècie de pangolins extints. Se n'ha trobat fòssils al jaciment de Messel, a Alemanya. Malgrat algunes diferències morfològiques, sembla que era bastant semblant als pangolins d'avui en dia. Visqué a la mateixa època que Eurotamandua. El gènere Eomanis contenia anteriorment l'espècie actualment coneguda com a Euromanis krebsi, però ara és monofilètic.